# Xã Round Grove, Quận Marion, Missouri
Xã Round Grove (tiếng Anh: Round Grove Township) là một xã thuộc quận Marion, tiểu bang Missouri, Hoa Kỳ. Năm 2010, dân số của xã này là 835 người.